# Earl St. Aldwyn

Wappen des Earls St. Aldwyn

Earl St. Aldwyn, of Coln St. Aldwyn in the County of Gloucester, ist ein erblicher britischer Adelstitel in der Peerage of the United Kingdom.
Familiensitz der Earls ist Williamstrip House in Coln St. Aldwyns bei Cirencester in Gloucestershire.

## Verleihung
Der Titel wurde am 22. Februar 1915 für Michael Hicks Beach, 1. Viscount St. Aldwyn, geschaffen. Dieser war ein bekannter konservativer Politiker. Unter anderem war er zweimal Schatzkanzler in der Regierung Salisbury.

## Nachgeordnete Titel
Zusammen mit der Earlswürde wurde ihm der Titel Viscount Quenington, of Quenington in the County of Gloucester, verliehen, der vom Heir Apparent als Höflichkeitstitel geführt wird. Zuvor war ihm bereits am 6. Januar 1906 der Titel Viscount St. Aldwyn, of Coln St. Aldwyn in the County of Gloucester, verliehen worden. Beide Titel gehören ebenfalls zur Peerage of the United Kingdom.
Außerdem hatte er bereits 1854 von seinem Vater den Titel 9. Baronet, of Beverston in the County of Gloucester, geerbt, der am 21. Juli 1619 in der Baronetage of England seinem Vorfahren, dem Unterhausabgeordneten William Hicks, verliehen worden war.

## Liste der Hicks Baronets und Earls St. Aldwyn

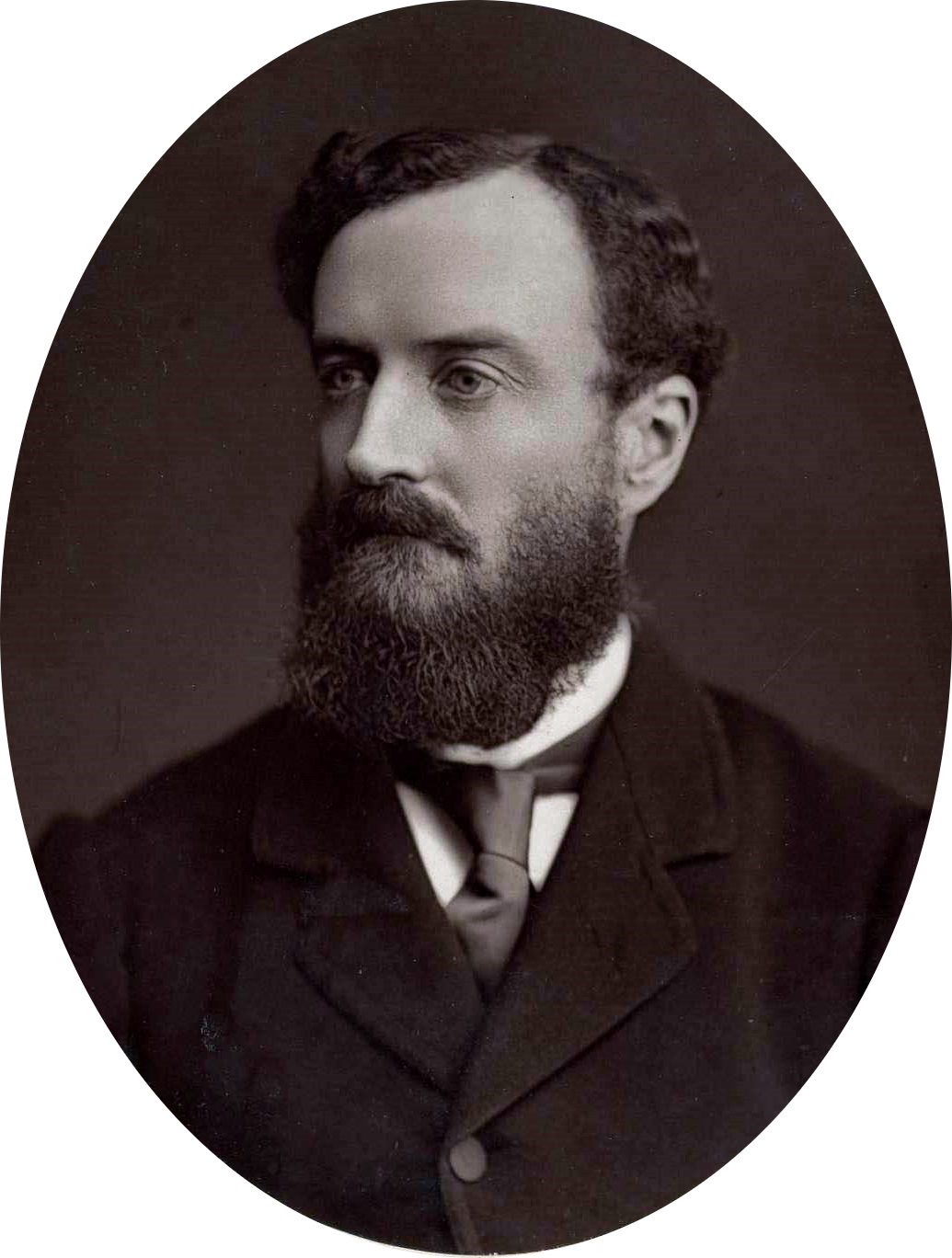
Michael Hicks Beach, 1. Earl St. Aldwyn

### Hicks und Hicks Beach Baronets, of Beverston (1619)
- Sir William Hicks, 1. Baronet (1596–1680)
- Sir William Hicks, 2. Baronet (1629–1703)
- Sir Henry Hicks, 3. Baronet (1666–1755)
- Sir Robert Hicks, 4. Baronet († 1768)
- Sir John Baptist Hicks, 5. Baronet († 1792)
- Sir Howe Hicks, 6. Baronet (1722–1801)
- Sir William Hicks, 7. Baronet (1754–1834)
- Sir Michael Hicks Hicks Beach, 8. Baronet (1809–1854)
- Sir Michael Edward Hicks Beach, 9. Baronet (1837–1916) (1915 zum Earl St. Aldwyn erhoben)

### Earls St. Aldwyn (1915)
- Michael Edward Hicks Beach, 1. Earl St. Aldwyn (1837–1916)
- Michael John Hicks Beach, 2. Earl St. Aldwyn (1912–1992)
- Michael Henry Hicks Beach, 3. Earl St. Aldwyn (* 1950)

Voraussichtlicher Titelerbe (Heir Presumptive) ist der jüngere Bruder des jetzigen Earls, Hon. David Seymour Hicks Beach (* 1955).